# Wit Klapper
Wit Reinhold Klapper (ur. 17 kwietnia 1944) – polski brydżysta, Arcymistrz Międzynarodowy (PZBS), Seniors Master (WBF), European Master oraz European Champion w kategorii seniorów (EBL).

## Wyniki brydżowe

### Zawody krajowe
W krajowych zawodach zdobył następujące lokaty:
| Drużynowe mistrzostwa Polski | Drużynowe mistrzostwa Polski | Drużynowe mistrzostwa Polski |
| Sezon                        | Drużyna                      | Pozycja                      |
| ---------------------------- | ---------------------------- | ---------------------------- |
| 1998                         | Silesia Gliwice              | 2                            |
| 1993                         | Wisła Kraków                 | 3                            |
| 1992/93                      | Wisła Kraków                 | 2                            |
| 1990/91                      | Wisła Kraków                 | 2                            |
| 1989/90                      | Wisła Kraków                 | 1                            |
| 1981/82                      | Wisła Kraków                 | 3                            |
| 1979/80                      | Wisła Kraków                 | 3                            |
| 1975                         | Wisła Kraków                 | 2                            |
| 1973                         | Wisła Kraków                 | 3                            |
| 1971                         | Wisła Kraków                 | 1                            |

| Mistrzostwa Polski teamów - IMP | Mistrzostwa Polski teamów - IMP | Mistrzostwa Polski teamów - IMP |
| Rok                             | Kategoria                       | Pozycja                         |
| ------------------------------- | ------------------------------- | ------------------------------- |
| 1994                            | Open                            | 1                               |

### Zawody światowe
W światowych zawodach zdobył następujące lokaty:
| Zawody Światowe. Konkurencja teamów | Zawody Światowe. Konkurencja teamów | Zawody Światowe. Konkurencja teamów | Zawody Światowe. Konkurencja teamów | Zawody Światowe. Konkurencja teamów | Zawody Światowe. Konkurencja teamów |
| Rok                                 | Miejsce                             | Zawody                              | Kategoria                           | Drużyna                             | Pozycja                             |
| ----------------------------------- | ----------------------------------- | ----------------------------------- | ----------------------------------- | ----------------------------------- | ----------------------------------- |
| 2002                                | Montreal                            | 11. Mistrzostwa Świata              | Seniorzy                            | Otvosi                              | 4                                   |
| 2001                                | Paryż                               | 35. Mistrzostwa Świata Teamów       | Trans                               | Stobiecki                           | 51                                  |
| 2001                                | Paryż                               | 35. Mistrzostwa Świata Teamów       | Seniorzy                            | Poland                              | 2                                   |

| Zawody Światowe. Konkurencja par | Zawody Światowe. Konkurencja par | Zawody Światowe. Konkurencja par | Zawody Światowe. Konkurencja par | Zawody Światowe. Konkurencja par | Zawody Światowe. Konkurencja par |
| Rok                              | Miejsce                          | Zawody                           | Kategoria                        | Partner                          | Pozycja                          |
| -------------------------------- | -------------------------------- | -------------------------------- | -------------------------------- | -------------------------------- | -------------------------------- |
| 2002                             | Montreal                         | 11. Mistrzostwa Świata           | Seniorzy                         | Jerzy Russyan                    | 25                               |

### Zawody europejskie
W europejskich zawodach zdobył następujące lokaty:
| Zawody europejskie. Konkurencja teamów | Zawody europejskie. Konkurencja teamów | Zawody europejskie. Konkurencja teamów | Zawody europejskie. Konkurencja teamów | Zawody europejskie. Konkurencja teamów | Zawody europejskie. Konkurencja teamów |
| Rok                                    | Miejsce                                | Zawody                                 | Kategoria                              | Drużyna                                | Pozycja                                |
| -------------------------------------- | -------------------------------------- | -------------------------------------- | -------------------------------------- | -------------------------------------- | -------------------------------------- |
| 2009                                   | San Remo                               | 4. Otwarte Mistrzostwa Europy          | Seniorzy                               | Otvosi                                 | 5                                      |
| 2003                                   | Mentona                                | 1. Otwarte Mistrzostwa Europy          | Seniorzy                               | Szenberg                               | 21                                     |
| 2002                                   | Salsomaggiore                          | 46. Mistrzostwa Europy Teamów          | Seniorzy                               | Poland                                 | 5                                      |
| 2001                                   | Teneryfa                               | 45. Mistrzostwa Europy Teamów          | Seniorzy                               | Poland 1                               | 1                                      |
| 1995                                   | Vilamoura                              | 42. Mistrzostwa Europy Teamów          | Seniorzy                               | Poland 1                               | 2                                      |
| 1970                                   | Estoril                                | 28. Mistrzostwa Europy Teamów          | Open                                   | Poland                                 | 2                                      |

| Zawody europejskie. Konkurencja par | Zawody europejskie. Konkurencja par | Zawody europejskie. Konkurencja par | Zawody europejskie. Konkurencja par | Zawody europejskie. Konkurencja par | Zawody europejskie. Konkurencja par |
| Rok                                 | Miejsce                             | Zawody                              | Kategoria                           | Partner                             | Pozycja                             |
| ----------------------------------- | ----------------------------------- | ----------------------------------- | ----------------------------------- | ----------------------------------- | ----------------------------------- |
| 2009                                | San Remo                            | 4. Otwarte Mistrzostwa Europy       | Seniorzy                            | Szmakfefer                          | 39                                  |
| 2003                                | Mentona                             | 1. Otwarte Mistrzostwa Europy       | Seniorzy                            | Andrzej Wilkosz                     | 17                                  |